# Pleurocera uncialis
Pleurocera uncialis är en snäckart som först beskrevs av Samuel Stehman Haldeman 1841.  Pleurocera uncialis ingår i släktet Pleurocera och familjen Pleuroceridae. Inga underarter finns listade i Catalogue of Life.